# Нинаус, Герберт
Ге́рберт Нина́ус (нем. Herbert Ninaus; 31 марта 1937, Фойтсберг, Штирия — 24 апреля 2015, Сидней) — австрийский и австралийский футболист, играл на позиции нападающего; участник чемпионата мира 1958 года.

## Биография

### Клубная карьера
Нинаус в 1954 году присоединился к клубу ГАК, в котором он стал основным игроком команды. По итогам сезона 1957/58 он забил 24 гола, сыграв 26 матчей в Бундеслиге, став при этом лучшим бомбардиром своей команды. Отыграв в Австрии сезон 1958/59 Нинаус эмигрировал в Австралию, где присоединился к клубу «Сидней Прага», в котором отыграл два сезона.
В 1965 году играл за «Хакоах Сидней Сити», в котором закончил карьеру.

### Карьера в сборной
В составе сборной Австрии был участником чемпионата мира 1958 года, но на турнире на поле так и не вышел. Всего за сборную Австрии сыграл 2 матча, в которых не забил ни одного мяча.
За сборную Австралии сыграл 3 матча и забил 2 мяча.

### Смерть
Скончался 24 апреля 2015 года в Сиднее в возрасте 78 лет.